# Ensenada de Mónsul
La playa de la ensenada de Mónsul, conocida comúnmente como playa de Mónsul o simplemente Mónsul, es una playa de la provincia de Almería que se encuentra en el municipio de Níjar, a unos 4 km del centro de la localidad de San José. Es una de las más conocidas y apreciadas de la costa de Almería. Es característica por su Peineta (acantilado rocoso en forma de cresta de ola) de origen volcánico creada hace millones de años y su duna.
Pascual Madoz la denomina playa de Mónsul en su Diccionario geográfico-estadístico-histórico de España y sus posesiones de Ultramar.

## Localización de las películas
En ella se han rodado escenas de películas muy conocidas a nivel internacional como: Indiana Jones y la última cruzada, en la mítica escena en la que Henry Jones, Sr. (interpretado por Sean Connery) espanta a las gaviotas con un paraguas para que derribase un caza alemán nazi, Marco Antonio y Cleopatra, La historia interminable, Las aventuras del barón Munchausen, Bwana, Hable con ella, anuncios publicitarios de la Junta de Andalucía, así como el primer videoclip de David Bisbal Ave María o Tourner la page de la cantante Zaho.

## Acceso
A veces para acceder a esta playa y a la playa de los Genoveses se accede con coche propio, pero en verano (julio y agosto) los aparcamientos se colapsan, por lo que se establecen las siguientes medidas:
- Es posible acceder en coche, siempre y cuando haya aparcamiento disponible (cuando no lo hay, no es posible pasar), o esperando al mediodía cuando vuelven a abrir la barrera, hay plazas reservadas para minusválidos. El horario de apertura en este caso es de 08:00 a 11:00, de 14:00 a 16:30 y de 18:30 a 20:00. Está cerrado el acceso de 11:00 a 14:00 y de 16:30 a 18:30.

- Entrar al aparcamiento del restaurante la fábrica, situado a la altura de Genoveses; cuesta 5 euros, que son descontados de la cuenta si consumes en el restaurante.

- Se pone en marcha un autobús desde el pueblo de San José cada 30 minutos.
- Se permite acceder andando o en bicicleta de forma gratuita.

- Aunque tiene un ambiente familiar en los meses de julio y agosto, la cala de la derecha es de uso nudista.

## Galería

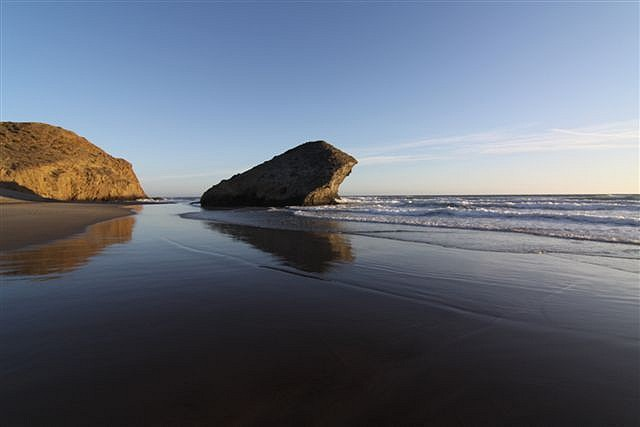
Ensenada de Mónsul.
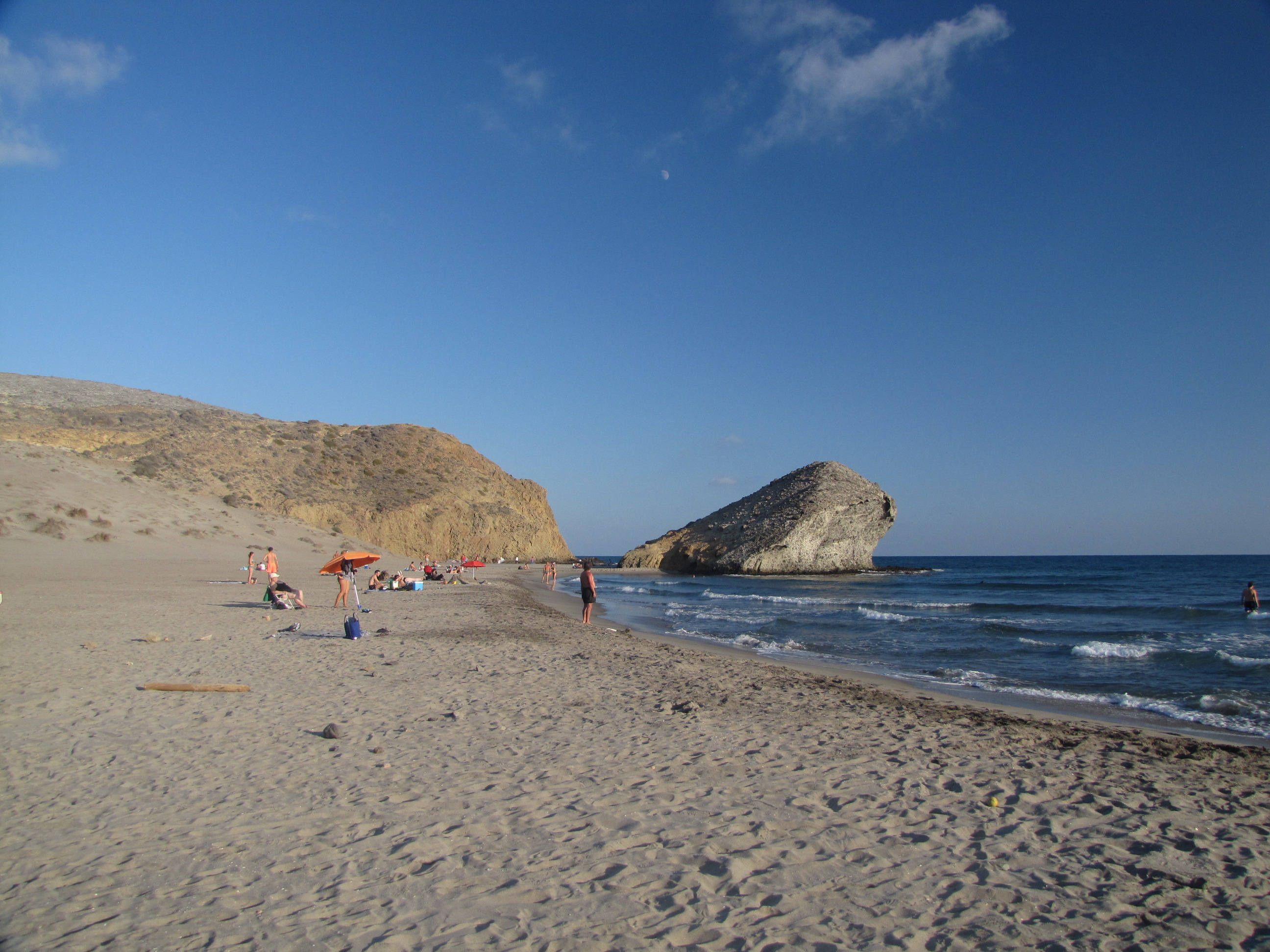
Ensenada de Mónsul.
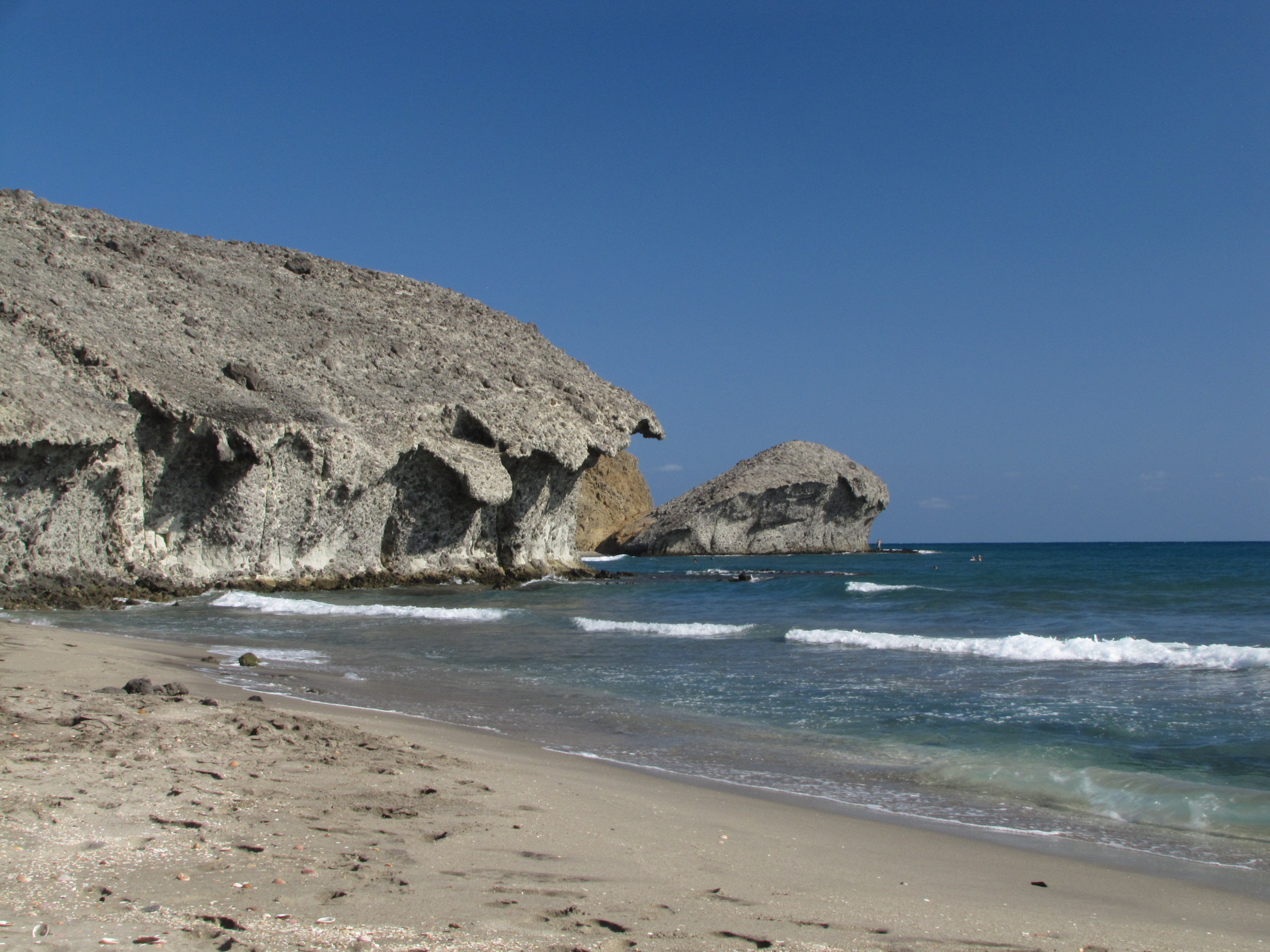
Ensenada de Mónsul. Vista de la "peineta", acantilado con borde colgante.
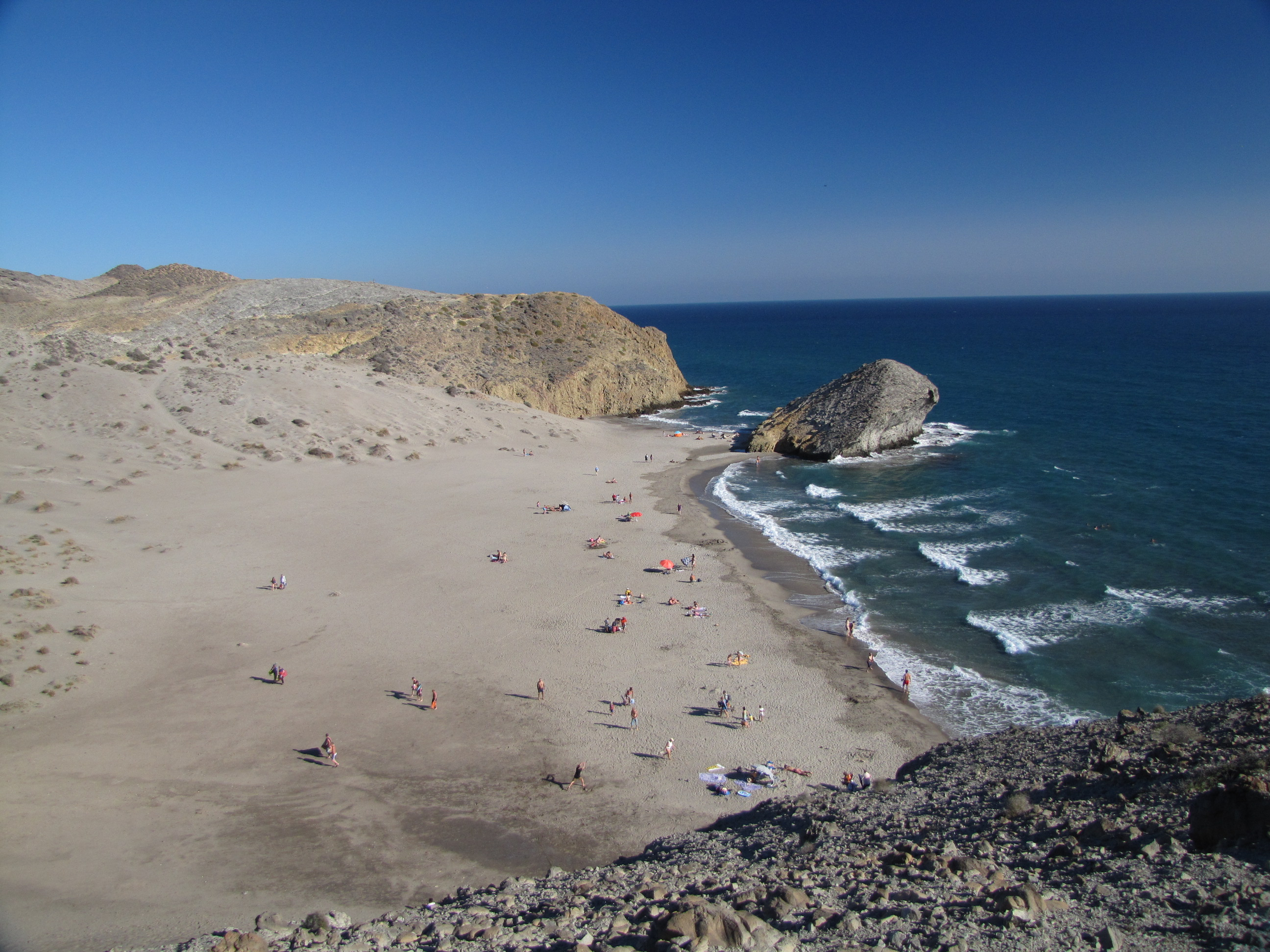
Ensenada de Mónsul.
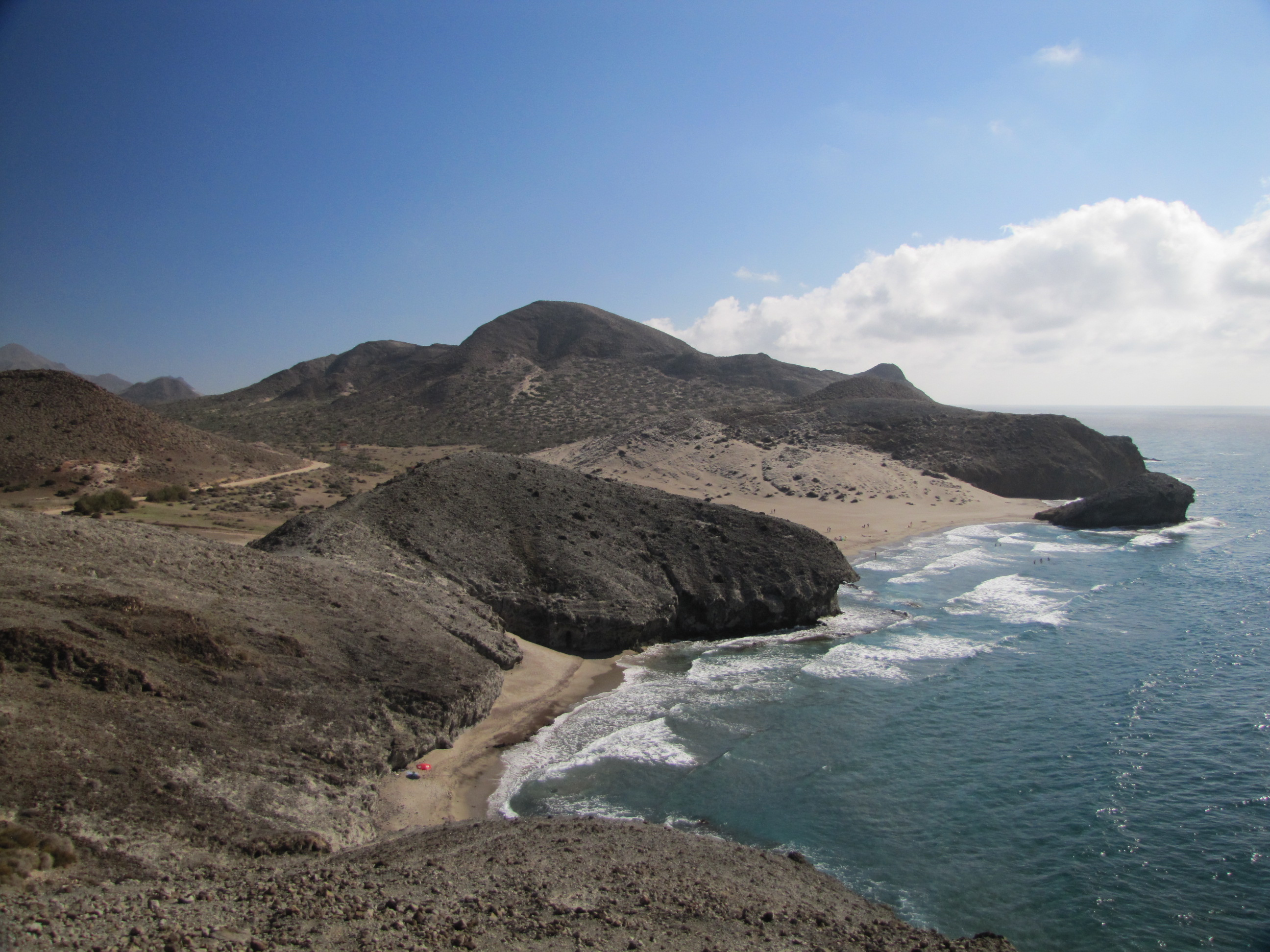
Ensenada de Mónsul.